# Caspar David Friedrich
Caspar David Friedrich (nemško: [ˌkaspaʁ ˌdaːvɪt ˈfʁiːdʁɪç] ; * 5. september 1774 - † 7. maj 1840) je bil nemški romantični krajinski slikar.
Na splošno velja za najpomembnejšega nemškega umetnika svoje generacije, čigar pogosto simbolična in antiklasična dela izražajo subjektiven, čustven odziv na naravno svetu. Friedrichove slike pogosto prikazujejo kontemplativne človeške figure na nočnem nebu, jutranjih meglicah, neplodnih drevesih ali gotskih ruševinah. Umetnostni zgodovinar Christopher John Murray je njihovo prisotnost, v zmanjšani perspektivi, sredi obsežnih pokrajin, opisal kot reduciranje figur na merilo, ki usmerja »gledalčev pogled proti njihovi metafizični razsežnosti«.
Friedrich se je rodil v mestu Greifswald ob Baltskem morju v takratni švedski Pomeraniji. Študiral je v Københavnu 1794-1798, preden se je naselil v Dresdnu. Odrasel je v obdobju, ko je po Evropi naraščajoče razočaranje nad materialistično družbo sprožilo novo spoštovanje duhovnosti. Ta premik v idealih je bil pogosto izražen s ponovnim vrednotenjem naravnega sveta, saj so umetniki, kot so Friedrich, J. M. W. Turner in John Constable, skušali prikazati naravo kot »božansko stvaritev, ki jo je treba postaviti nasproti umetnosti človeške civilizacije«.
Friedrichovo delo mu je prineslo slavo na začetku njegove kariere. Sodobniki, kot je francoski kipar David d'Angers, so o njem govorili, da je odkril »tragiko krajine«. Kljub temu je njegovo delo v poznih letih padlo v nemilost in umrl je neznan. Ko se je Nemčija v poznem 19. stoletju pomikala proti modernizaciji, je njeno umetnost zaznamoval nov občutek nujnosti in na Friedrichove kontemplativne upodobitve tišine so začeli gledati kot na izdelke pretekle dobe.
Zgodnje 20. stoletje je prineslo ponovno spoštovanje njegove umetnosti, ki se je začelo leta 1906 z razstavo dvaintridesetih njegovih slik v Berlinu. Njegovo delo je vplivalo na ekspresionistične umetnike ter pozneje nadrealiste in eksistencialiste. Zaradi vzpona nacizma v zgodnjih 1930-ih se je Friedrichova priljubljenost ponovno povečala, vendar je temu sledil močan upad, saj so njegove slike zaradi povezav z nacističnim gibanjem veljale za promoviranje nemškega nacionalizma.
V poznih 1970-ih si je Friedrich povrnil sloves ikone nemške romantike in slikarja mednarodnega pomena. Njegovo delo je bilo združeno na veliki razstavi v Nemčiji leta 2024 pod naslovom Infinitive Landscapes, ki se nanaša na filozofa Friedricha Schleiermacherja, ki je bil pomemben za Friedricha in čigar matematika neskončnosti je našla pot v Friedrichove geometrijsko zgrajene slike kot hiperbole in zlati rez.
Leta 2025 bo Metropolitanski muzej umetnosti v New Yorku prikazal tudi 75-delno razstavo o Casparju Davidu Friedrichu pod naslovom Caspar David Friedrich: Duša narave.

## Življenje

### Zgodnja leta in družina
Caspar David Friedrich se je rodil 5. septembra 1774 v Greifswaldu v švedski Pomeraniji na baltski obali Nemčije. Kot šesti od desetih otrok je bil vzgojen v strogi luteranski veroizpovedi svojega očeta Adolfa Gottlieba Friedricha, svečarja in kuharja mila. Zapisi o finančnem položaju družine so protislovni; medtem ko nekateri viri navajajo, da so bili otroci zasebno poučeni, drugi navajajo, da so bili vzgojeni v relativni revščini. S smrtjo se je seznanil že od malih nog. Njegova mati, Sophie, je umrla leta 1781, ko je bil star sedem let Leto pozneje je umrla njegova sestra Elisabeth, druga sestra, Maria, pa je leta 1791 podlegla tifusu. Verjetno največja tragedija njegovega otroštva se je zgodila leta 1787, ko je umrl njegov brat Johann Christoffer: pri trinajstih letih je bil Caspar David priča, kako je njegov mlajši brat padel skozi led zamrznjenega jezera in se utopil. Nekatera poročila kažejo, da je Johann Christoffer umrl med poskusom reševanja Casparja Davida, ki je bil prav tako v nevarnosti na ledu.
Friedrich je začel formalni študij umetnosti leta 1790 kot zasebni študent umetnika Johanna Gottfrieda Quistorpa na Univerzi v Greifswaldu v svojem domačem mestu, kjer se umetniški oddelek zdaj imenuje Caspar-David-Friedrich-Institut njemu v čast. Quistorp je svoje učence peljal na ekskurzije risanja na prostem; posledično je bil Friedrich že v zgodnji mladosti spodbujen k risanju iz življenja. Preko Quistorpa je Friedrich spoznal teologa Ludwiga Gottharda Kosegartena, ki je učil, da je narava razodetje Boga, in je nanj pozneje vplival. Quistorp je Friedrichu predstavil delo nemškega umetnika iz 17. stoletja Adama Elsheimerja, čigar dela so pogosto vključevala verske teme, v katerih prevladuje pokrajina, in nočne teme. V tem obdobju je študiral tudi književnost in estetiko pri švedskem profesorju Thomasu Thorildu. Štiri leta kasneje je Friedrich vstopil na prestižno akademijo v Københavnu, kjer je začel svoje izobraževanje z izdelovanjem kopij odlitkov iz antičnih skulptur, preden je nadaljeval z risanjem iz življenja.
Življenje v Københavnu je mlademu slikarju omogočilo dostop do zbirke nizozemskega krajinskega slikarstva iz 17. stoletja v Kraljevi galeriji slik. Na akademiji je študiral pri učiteljih, kot sta Christian August Lorentzen in krajinski slikar Jens Juel. Te umetnike je navdihnilo gibanje Sturm und Drang in so predstavljali sredino med dramatično intenzivnostjo in ekspresivnim načinom nastajajoče romantične estetike in pojemajočim neoklasicističnim idealom. Razpoloženje je bilo najpomembnejše, vpliv pa so črpali iz virov, kot so islandska legenda o Eddi, pesmi Ossiana in nordijske mitologije.

### Preselitev v Dresden
Friedrich se je za stalno naselil v Dresdnu leta 1798. V tem zgodnjem obdobju je eksperimentiral v grafiki z jedkanicami in načrti za lesoreze, ki jih je rezal njegov brat, izdelovalec pohištva. Do leta 1804 je izdelal 18 jedkanic in štiri lesoreze; očitno so bili izdelani v majhnih količinah in razdeljeni samo prijateljem. Kljub tem posegom v druge medije je gravitiral predvsem k delu s tušem, akvarelom in sepijami. Z izjemo nekaj zgodnjih del, kot je Krajina s templjem v ruševinah (1797), ni veliko delal z olji, dokler se njegov sloves ni bolj uveljavil.
Pokrajine so bile njegova najljubša tema, ki so jo navdihnila pogosta potovanja, ki so se začela leta 1801, na baltsko obalo, Češko, Krkonoše in gore Harz. Njegove slike, ki večinoma temeljijo na pokrajinah severne Nemčije, prikazujejo gozdove, hribe, pristanišča, jutranje meglice in druge svetlobne učinke, ki temeljijo na natančnem opazovanju narave. Ta dela so nastala na podlagi skic in študij slikovitih točk, kot so pečine na Rügenu, okolica Dresdna in reka Laba. Svoje študije je izvajal skoraj izključno s svinčnikom, priskrbel je celo topografske podatke, vendar so bili subtilni atmosferski učinki, značilni za Friedrichove slike iz srednjega obdobja, upodobljeni po spominu. Ti učinki so pridobili svojo moč iz upodobitve svetlobe in osvetlitve sonca in lune na oblakih in vodi: optični pojavi, značilni za baltsko obalo, ki še nikoli prej niso bili naslikani s takšnim poudarkom.
Njegov sloves umetnika se je utrdil, ko je leta 1805 osvojil nagrado na tekmovanju v Weimarju, ki ga je organiziral Johann Wolfgang von Goethe. V tistem času je natečaj v Weimarju risal povprečne in danes pozabljene umetnike, ki so predstavljali izpeljane mešanice neoklasicističnih in psevdo-grških slogov. Slaba kakovost vnosov se je začela izkazovati, da škoduje Goethejevemu ugledu, zato se je pesnik, ko je Friedrich vnesel dve risbi v sepiji – Procesijo ob zori in Ribiško ljudstvo ob morju – navdušeno odzval in zapisal: »Pošteno moramo pohvaliti umetnikovo iznajdljivost na tej sliki. Risba je dobro narejena, procesija je iznajdljiva in ustrezna ... njegova obdelava združuje veliko trdnosti, delavnosti in urejenosti ... hvale vreden je tudi genialni akvarel ...«
Friedrich je dokončal prvo svojih večjih slik leta 1808, star 34 let. Križ v gorah, danes znan kot Tetschener oltar, je oltarna plošča, ki naj bi bila naročena za družinsko kapelo v Tetschenu na Češkem. Plošča upodablja križ v profilu na vrhu gore, osamljen in obdan z borovci.
Čeprav je bila oltarna slika na splošno hladno sprejeta, je bila to Friedrichova prva slika, ki je dobila širok publicitet. Umetnikovi prijatelji so javno branili delo, umetnostni kritik Basilius von Ramdohr pa je objavil dolg članek, v katerem je spodbijal Friedrichovo uporabo krajine v verskem kontekstu. Zavrnil je idejo, da bi krajinsko slikarstvo lahko posredovalo ekspliciten pomen, in zapisal, da bi bilo »resnična domneva, če bi se krajinsko slikarstvo prikradlo v cerkev in priplazilo na oltar«. Friedrich se je leta 1809 odzval s programom, v katerem je opisal svoje namene in primerjal žarke večernega sonca s svetlobo svetega očeta. Ta izjava je zaznamovala edini primer, ko je Friedrich posnel podrobno interpretacijo lastnega dela, in slika je bila med redkimi naročili, ki jih je umetnik kdaj prejel.
Potem ko je pruski prestolonaslednik kupil dve njegovi sliki, je bil Friedrich leta 1810 izvoljen za člana Berlinske akademije. Vendar se je leta 1816 skušal distancirati od pruske oblasti in tistega junija zaprosil za saško državljanstvo. Poteza ni bila pričakovana; saška vlada je bila profrancoska, medtem ko so Friedrichove slike veljale za splošno patriotske in izrazito protifrancoske. Kljub temu je Friedrich s pomočjo svojega prijatelja iz Dresdna Grafa Vitzthuma von Eckstädta dobil državljanstvo in leta 1818 članstvo v Saški akademiji z letno dividendo 150 talerjev. Čeprav je upal, da bo prejel naziv rednega profesorja, mu ga nikoli niso podelili, saj se je po navedbah nemške informacijske knjižnice »zdelo, da je njegovo slikanje preveč osebno, njegovo stališče preveč individualno, da bi služilo kot ploden zgled študentom«. Tudi politika je morda igrala vlogo pri zastoju njegove kariere: Friedrichovi odločno germanski predmeti in kostumi so pogosto bili v nasprotju s prevladujočim profancoskim jezikom tega obdobja. stališča.

### Poroka
21. januarja 1818 se je Friedrich poročil s Caroline Bommer, petindvajsetletno hčerko barvarja iz Dresdna. Par je imel tri otroke, prva Emma pa je prispela leta 1820. Gustav Adolf, njun tretji otrok, je dobil ime po švedskem kralju Gustavusu Adolphusu in je sam po sebi postal pomemben slikar.
Fiziolog in slikar Carl Gustav Carus v svojih biografskih esejih ugotavlja, da poroka ni bistveno vplivala niti na Friedrichovo življenje niti na osebnost, vendar njegova platna iz tega obdobja, vključno s Kredne pečine na Rügenu – naslikana po njegovih medenih tednih – kažejo nov občutek lahkomiselnosti, medtem ko je njegova paleta svetlejša in manj stroga. Človeške figure se vse pogosteje pojavljajo na slikah tega obdobja, kar si Siegel razlaga kot odraz tega, da »pomen človeškega življenja, zlasti njegove družine, zdaj vedno bolj zavzema njegove misli, njegovi prijatelji, njegova žena in njegovi meščani pa se pojavljajo kot pogoste teme njegove umetnosti«.
Približno v tem času je našel podporo iz dveh virov v Rusiji. Leta 1820 je veliki knez Nikolaj Pavlovič na naročilo svoje žene Aleksandre Fjodorovne obiskal Friedrichov atelje in se vrnil v Sankt Peterburg s številnimi njegovimi slikami, izmenjava, ki je začela mecenstvo, ki je trajalo več let. Kmalu zatem je pesnik Vasilij Žukovski, vzgojitelj sina velikega kneza (kasneje carja Aleksandra II.), leta 1821 srečal Friedricha in v njem našel sorodno dušo. Žukovski je desetletja pomagal Friedrichu tako, da je sam kupil njegovo delo in da je njegovo umetnost priporočil kraljevi družini; njegova pomoč proti koncu Friedrichove kariere se je izkazala za neprecenljivo za bolnega in obubožanega umetnika. Žukovski je pripomnil, da nas slike njegovega prijatelja »razveseljujejo s svojo natančnostjo, vsaka od njih prebudi spomin v našem umu«.
Friedrich je bil seznanjen s Philippom Ottom Rungejem, drugim vodilnim nemškim slikarjem obdobja romantike. Bil je tudi prijatelj Georga Friedricha Kerstinga in ga slikal med delom v njegovem neokrašenem ateljeju ter norveškega slikarja Johana Christiana Clausena Dahla (1788–1857). Dahl je bil blizu Friedrichu v umetnikovih zadnjih letih in je izrazil zaskrbljenost, da so bile za javnost, ki kupuje umetnine, Friedrichove slike le 'radovednost'. Medtem ko je pesnik Žukovski cenil Friedrichove psihološke teme, je Dahl hvalil deskriptivno kakovost Friedrichovih krajin in komentiral, da so »umetniki in poznavalci v Friedrichovi umetnosti videli le nekakšno mistično, ker so sami iskali samo mistično ... Niso videli Friedrichovega zvestega in vestnega preučevanja narave v vsem, kar je predstavljal.«

## Kasnejše življenje
Friedrichov ugled je v zadnjih petnajstih letih njegovega življenja vztrajno upadal. Ko so ideali zgodnje romantike zapustili modo, so nanj začeli gledati kot na ekscentričen in melanholičen lik, ki ni v stiku s časom. Postopoma so njegovi pokrovitelji odpadli. Do leta 1820 je živel kot samotar in prijatelji so ga opisali kot »najbolj samotarskega med samotarji«. Proti koncu svojega življenja je živel v relativni revščini. Postal je osamljen in dolga obdobja dneva in noči je preživel na samih sprehodih po gozdovih in poljih, pri čemer je svoje sprehode pogosto začel pred sončnim vzhodom.
Junija 1835 je utrpel svojo prvo možgansko kap, zaradi katere je imel manjšo paralizo okončin in močno zmanjšal sposobnost slikanja. Zaradi tega ni mogel delati v olju; namesto tega se je omejil na akvarel, sepijo in predelavo starejših kompozicij. Čeprav je njegov vid ostal močan, je izgubil vso moč svoje roke. Kljub temu mu je uspelo ustvariti končno črno sliko, Morsko obalo ob mesečini (1835–1836), ki jo je Vaughan opisal kot »najtemnejšo od vseh svojih obal, v kateri bogastvo tonalnosti kompenzira pomanjkanje njegove nekdanje finosti«. Iz tega obdobja se v njegovih delih pojavljajo simboli smrti. Kmalu po možganski kapi je ruska kraljeva družina kupila številna njegova zgodnja dela in izkupiček mu je omogočil, da je odpotoval v Teplitz – v današnji Češki republiki – da si je opomogel.
Sredi 1830-ih je Friedrich začel s serijo portretov in se vrnil k opazovanju samega sebe v naravi. Vendar pa je, kot je opazil umetnostni zgodovinar William Vaughan, »lahko vidi sebe kot človeka, ki se je močno spremenil. Ni več pokončna, podporna figura, ki se je pojavila v Dva moža, ki razmišljata o luni leta 1819. Star je in trd ... premika se sklonjeno.« Do leta 1838 je bil sposoben delati le v majhnem formatu. On in njegova družina so živeli v revščini in postajali vedno bolj odvisni od podpore prijateljev.

### Smrt
Friedrich je umrl v Dresdnu 7. maja 1840 in bil pokopan na dresdenskem Trinitatis-Friedhof (pokopališče Trojice) vzhodno od središča mesta (katerega vhoda je naslikal približno 15 let prej). Njegov preprost ploščat nagrobnik leži severozahodno od osrednjega kroga znotraj glavne avenije. Njegova žena Caroline je umrla obubožana sedem let pozneje, leta 1847.
V tem času sta njegov ugled in slava upadla, njegova smrt pa je bila v umetniški skupnosti malo opažena. Njegovo umetniško delo je bilo zagotovo priznano v času njegovega življenja, vendar ne široko. Medtem ko sta bila natančno preučevanje krajine in poudarjanje duhovnih elementov narave običajna v sodobni umetnosti, so bile njegove interpretacije zelo izvirne in osebne. Do leta 1838 se njegovo delo ni več prodajalo in ni bilo več deležno pozornosti kritikov; romantično gibanje se je oddaljilo od zgodnjega idealizma, ki ga je umetnik pomagal ustanoviti.
Carl Gustav Carus je kasneje napisal vrsto člankov, ki so se poklonili Friedrichovemu preoblikovanju konvencij krajinskega slikarstva. Vendar so Carusovi članki Friedricha trdno umestili v njegov čas in umetnika niso umestili v tradicijo, ki se nadaljuje. Samo ena od njegovih slik je bila reproducirana kot tisk, in to v zelo malo izvodih.

## Teme

### Pokrajina in vzvišeno
Kar vidijo novejši krajinarji v krogu sto stopinj v naravi, neusmiljeno stisnejo skupaj v zorni kot le petinštirideset stopinj. In poleg tega je tisto, kar je v naravi ločeno z velikimi prostori, stisnjeno v utesnjen prostor in prenapolni in prenasiči oko ter na gledalca deluje neugodno in vznemirjajoče.— Caspar David Friedrich
Vizualizacija in upodobitev krajine na povsem nov način je bila Friedrichova ključna inovacija. Ni si prizadeval le raziskati blaženega užitka v čudovitem razgledu, kot v klasičnem pojmovanju, temveč preučiti trenutek vzvišenosti, ponovno združitev z duhovnim jazom skozi kontemplacijo narave. Friedrich je bil ključnega pomena pri preoblikovanju krajine v umetnosti iz ozadja, podrejenega človeški drami, v samostojen čustveni subjekt. Friedrichove slike so običajno uporabljale Rückenfiguro - osebo, ki je bila videna od zadaj in opazovala pogled. Gledalec je spodbujen, da se postavi v položaj Rückenfigure, s čimer izkusi vzvišeni potencial narave, razume, da je prizor takšen, kot ga zaznava in idealizira človek.
Friedrich je ustvaril zamisel o pokrajini, polni romantičnih občutkov - die romantische Stimmungslandschaft. Njegova umetnost podrobno opisuje širok spekter geografskih značilnosti, kot so skalnate obale, gozdovi in gorski prizori, ter pogosto uporablja pokrajino za izražanje verskih tem. V njegovem času so na večino najbolj znanih slik gledali kot na izraz verskega misticizma. Zapisal je: »Umetnik naj ne slika samo tistega, kar vidi pred seboj, ampak tudi tisto, kar vidi v sebi. Če pa ne vidi ničesar v sebi, naj se tudi vzdrži slikanja tega, kar vidi pred seboj. Sicer bodo njegove slike kot tisti zložljivi paravani, za katerimi pričakujemo le bolne ali mrtve.« Prostrano nebo, nevihte, megla, gozdovi, ruševine in križi pričajo o božja prisotnost je pogost element v Friedrichovih krajinah. Čeprav smrt najde simboličen izraz v čolnih, ki se oddaljijo od obale - Haronu podoben motiv - in v topolu, se bolj neposredno nanaša na slike, kot je Opatija med hrasti (1808–1810), na kateri menihi nosijo krsto mimo odprtega groba, proti križu in skozi portal cerkve v ruševinah.
Bil je eden prvih umetnikov, ki je upodobil zimske pokrajine, v katerih je dežela prikazana kot ostra in mrtva. Friedrichovi zimski prizori so slovesni in mirni – po besedah umetnostnega zgodovinarja Hermanna Beenkena je Friedrich naslikal zimske prizore, v katere »še ni stopil noben človek. Tema skoraj vseh starejših zimskih slik je bila manj zima kot življenje pozimi. V 16. in 17. stoletju je veljalo, da je nemogoče izpustiti motive, kot so množica drsalcev, potepuh ... Bilo je Friedrich, ki je prvi začutil povsem odmaknjene in značilne poteze naravnega življenja, je iskal enega samega; zato je v svoji pokrajini sestavljeni akord podredil v eno samo osnovno noto.«
Goli hrastovi drevesi in štori, kot so tisti v Krokar (obala Baltskega morja) (ok. 1822), Mož in žena razmišljata o luni (okoli 1824) in Vrbov grm pod zahajajočim soncem (okoli 1835), so ponavljajoči se elementi njegovih slik in običajno simbolizirajo smrt. Občutku obupa nasprotujejo Friedrichovi simboli odrešenja: križ in jasno nebo obljubljata večno življenje, vitka luna pa nakazuje upanje in vse večjo Kristusovo bližino. V njegovih slikah morja se pogosto pojavljajo sidra na obali, kar nakazuje tudi duhovno upanje. V Opatiji med hrasti premikanje menihov stran od odprtega groba proti križu in obzorju posreduje Friedrichovo sporočilo, da je končni cilj človekovega življenja onkraj groba.
Zora in mrak sta bili glavni temi njegovih pokrajin, zato je Friedrichova poznejša leta zaznamovala naraščajoč pesimizem. Njegovo delo postaja temnejše in razkriva strašljivo monumentalnost. Razbitina upanja – znana tudi kot Polarno morje ali Ledeno morje (1823–1824) – morda najbolje povzema Friedrichove zamisli in cilje na tej točki, čeprav na tako radikalen način, da slika ni bila dobro sprejeta. Dokončan leta 1824 je upodabljal mračno temo, brodolom v Arktičnem oceanu; »podoba, ki jo je ustvaril, s svojimi brusnimi ploščami travertinsko obarvanega ledu, ki žvečijo leseno ladjo, presega dokumentarnost v alegorijo: krhko lubje človeškega stremljenja, ki ga je zdrobila ogromna in ledeniška brezbrižnost sveta.«
Friedrichov pisni komentar o estetiki je bil omejen na zbirko aforizmov, nastalih leta 1830, v katerih je pojasnil, da mora umetnik uskladiti naravno opazovanje z introspektivnim pregledom lastne osebnosti. Njegova najbolj znana pripomba umetniku svetuje, naj »zapre svoje telesno oko, da boš svojo sliko najprej videl z duhovnim očesom. Potem pa ponesi na svetlobo tisto, kar si videl v temi, da bo lahko na druge vplivalo od zunaj navznoter.«

### Osamljenost in smrt
Tako Friedrichovo življenje kot umetnost sta bila včasih po mnenju nekaterih zaznamovana s prevladujočim občutkom osamljenosti. Umetnostni zgodovinarji in nekateri njegovi sodobniki pripisujejo takšne razlage izgubam, ki jih je utrpel v mladosti, mračnim obetom njegove odraslosti, medtem ko je Friedrichov bled in umaknjen videz pomagal okrepiti priljubljeno predstavo o »molknem človeku s severa«.
Friedrich je imel depresivne epizode v letih 1799, 1803–1805, ok. 1813, leta 1816 in med letoma 1824 in 1826. Med temi epizodami so opazni tematski premiki v delih, ki jih je ustvaril, kjer se pojavljajo motivi in simboli, kot so jastrebi, sove, pokopališča in ruševine. Od leta 1826 so ti motivi postali stalna značilnost njegovega ustvarjanja, medtem ko je njegova uporaba barv postala bolj temna in utišana. Carus je leta 1829 zapisal, da je Friedrich »obdan z gostim, mračnim oblakom duhovne negotovosti«, čeprav se znani umetnostni zgodovinar in kustos Hubertus Gassner ne strinja s takšnimi predstavami, saj vidi v Friedrichovem delu pozitiven in življenjsko potrjujoč podtekst, ki ga navdihujeta prostozidarstvo in religija.

### Germanska folklora
Kot odsev Friedrichovega patriotizma in užaljenosti med francosko okupacijo Pomeranskega leta 1813 so v njegovem delu vedno bolj izstopali motivi iz nemške folklore. Friedrich, protifrancoski nemški nacionalist, je z motivi iz domače pokrajine slavil germansko kulturo, običaje in mitologijo. Navdušila ga je protinapoleonska poezija Ernsta Moritza Arndta in Theodorja Körnerja ter domoljubna literatura Adama Müllerja in Heinricha von Kleista. Ganjen nad smrtjo treh prijateljev, padlih v bitki proti Franciji, ter Kleistovo dramo Die Hermannsschlacht iz leta 1808 se je Friedrich lotil številnih slik, v katerih je nameraval posredovati politične simbole izključno s pomočjo krajine – prvič v zgodovini umetnosti.
V Grobovih starih junakov (1812) propadli spomenik z napisom »Arminius« kliče germanskega poglavarja, simbol nacionalizma, medtem ko so štiri grobnice padlih junakov rahlo priprte in osvobodijo njihove duhove za večnost. Dva francoska vojaka se pojavita kot majhni figuri pred votlino, nižje in globoko v jami, obdani s skalo, kot bi bila dlje od nebes.] Druga politična slika, Jelov gozd s francoskim dragunom in krokarjem (ok. 1813), prikazuje izgubljenega francoskega vojaka, ki je pritlikav v gostem gozdu, medtem ko na drevesnem štoru sedi krokar - prerok pogube, ki simbolizira pričakovani poraz Francije.

## Zapuščina

### Vpliv
Poleg drugih romantičnih slikarjev je Friedrich pomagal postaviti krajinsko slikarstvo kot glavno zvrst v zahodni umetnosti. Od njegovih sodobnikov je Friedrichov slog najbolj vplival na slikarstvo Johana Christiana Dahla (1788–1857). Med poznejšimi generacijami je njegovo delo močno vplivalo na Arnolda Böcklina (1827–1901), znatna prisotnost Friedrichovih del v ruskih zbirkah pa je vplivala na številne ruske slikarje, zlasti na Arhipa Kuindžija (okoli 1842–1910) in Ivana Šiškina (1832–1898). Friedrichova duhovnost je napovedala ameriške slikarje, kot so Albert Pinkham Ryder (1847–1917), Ralph Blakelock (1847–1919), slikarje šole reke Hudson in novoangleške luministe.
Na prelomu 20. stoletja sta Friedricha ponovno odkrila norveški umetnostni zgodovinar Andreas Aubert (1851–1913), čigar pisanje je začelo sodobno friedrichovsko štipendijo in simbolistični slikarji, ki so cenili njegove vizionarske in alegorične krajine. Norveški simbolist Edvard Munch (1863–1944) je Friedrichovo delo videl med obiskom Berlina v 1880-ih. Munchova grafika Osamljeni iz leta 1899 odmeva Friedrichovo Rückenfigur (zadnja figura), čeprav se je v Munchovem delu fokus premaknil stran od široke pokrajine in proti občutku dislokacije med dvema melanholičnima figurama v ospredju.
Friedrichova moderna oživitev je dobila zagon leta 1906, ko je bilo dvaintrideset njegovih del predstavljenih na razstavi v Berlinu o umetnosti romantične dobe. Njegove pokrajine so močno vplivale na delo nemškega umetnika Maxa Ernsta (1891–1976), zaradi česar so drugi nadrealisti na Friedricha gledali kot na predhodnika svojega gibanja. Leta 1934 se je belgijski slikar René Magritte (1898–1967) poklonil v delu The Human Condition, ki neposredno odmeva motive iz Friedrichove umetnosti v njenem spraševanju o percepciji in vlogi gledalca.
Nekaj let pozneje je nadrealistična revija Minotaure vključila Friedricha v članek kritičarke Marie Landsberger iz leta 1939, s čimer je njegovo delo izpostavilo veliko širšemu krogu umetnikov. Vpliv Razbitine upanja (ali Ledenega morja) je očiten na sliki Totes Meer iz let 1940–41 Paula Nasha (1889–1946), gorečega oboževalca Ernsta. Friedrichovo delo so kot navdih navajali drugi veliki umetniki 20. stoletja, vključno z Markom Rothkom (1903–1970), Gerhardom Richterjem (r. 1932), Gotthardom Graubnerjem in Anselmom Kieferjem (r. 1945). Friedrichove romantične slike je izpostavil tudi pisatelj Samuel Beckett (1906–1989), ki je, ko je stal pred sliko Mož in žena razmišljata o luni , rekel: »To je bil vir Čakanja na Godota, veste.«
V svojem članku iz leta 1961 The Abstract Sublime, ki je bil prvotno objavljen v ARTnews, je umetnostni zgodovinar Robert Rosenblum primerjal romantične krajinske slike Friedricha in Turnerja z abstraktnimi ekspresionističnimi slikami Marka Rothka. Rosenblum izrecno opisuje Friedrichovo sliko iz leta 1809 Menih ob morju, Turnerjevo Večerno zvezdo in Rothkovo sliko iz leta 1954 Svetloba, zemlja in modrina kot razkrivajoče afinitete vizije in čutenja. Rosenblum pravi: »Nas Rothko, tako kot Friedrich in Turner, postavlja na prag tistih brezobličnih neskončnosti, o katerih razpravljajo estetiki sublimnega. Majhni menih v Friedrichu in ribič v Turnerju vzpostavljata oster kontrast med neskončno prostranostjo panteističnega Boga in neskončno majhnostjo njegovih stvaritev. V Rothkovem abstraktnem jeziku je tak dobesedni detajl – most empatije med resničnim gledalcem in predstavitvijo transcendentalne pokrajine – ni več potreben; mi sami smo menih pred morjem, ki nemo in zamišljeno stoji pred temi ogromnimi in brez zvoka slikami, kot bi gledali sončni zahod ali mesečino obsijano noč.«

## Dela
Friedrich je bil plodovit umetnik, ki je ustvaril več kot 500 pripisanih del. V skladu z romantičnimi ideali svojega časa je želel, da bi njegove slike delovale kot čiste estetske izjave, zato je bil previden, da naslovi njegovih del niso bili preveč opisni ali evokativni. Verjetno nekaterih današnjih bolj dobesednih naslovov, kot je Življenjska obdobja, ni dal umetnik sam, temveč jih je sprejel med enim od oživitev zanimanja za Friedricha. Zapleti se pojavijo pri datiranju Friedrichovega dela, deloma zato, ker svojih platen pogosto ni neposredno poimenoval ali datiral. Vodil je skrbno podroben zvezek o svojem delu, ki so ga znanstveniki uporabljali za povezovanje slik z njihovimi dokončanimi datumi.
- Stari junaški grobovi (1812), 49,5 × 70,5 cm. Kunsthalle, Hamburg. Dotrajan spomenik z napisom Arminius spominja na germanskega poglavarja, simbol nacionalizma. Dva francoska vojaka se pojavita kot majhni figuri pred votlino, nižje in globoko v jami, obdani s skalo, kot bi bila dlje od nebes.[44]
- Križ ob Baltiku (1815), 45 × 33,5 cm. Palača Charlottenburg, Berlin. Ta slika je zaznamovala odmik od upodobitev sredi belega dne, da bi se vrnila k nočnim prizorom, somraku in globlji ostrini razpoloženja.[54]
- Vzhajajoča Luna nad morjem (1822). 55 × 71 cm. Alte Nationalgalerie, Berlin. Od zgodnjih dvajsetih let 19. stoletja se na njegovih slikah vse pogosteje pojavljajo človeške figure.[26]
- Pokopališče pod snegom (1826). 31 × 25 cm. Museum der bildenden Künste, Leipzig. Friedrich je skiciral spomenike in skulpture za mavzoleje, kar je odražalo njegovo obsedenost s smrtjo in posmrtnim življenjem. Ustvaril je tudi nekaj pogrebne umetnosti na dresdenskih pokopališčih.[55]
- Hrast v snegu (1829). 71 × 48 cm. Alte Nationalgalerie, Berlin. Friedrich je bil eden prvih umetnikov, ki je zimske pokrajine upodobil kot ostre in mrtve. Njegovi zimski prizori so slovesni in mirni – po besedah umetnostnega zgodovinarja Hermanna Beenkena je Friedrich naslikal zimske prizore, v katere »še ni stopil noben človek«.[35]
- Življenjska obdobja (1835). Museum der Bildenden Künste, Leipzig. Faze življenja so meditacija o umetnikovi smrtnosti, ki prikazuje pet ladij na različnih razdaljah. V ospredju podobno prikazuje pet figur v različnih življenjskih obdobjih.[56]
- Velike gore (1830–1835). 72 × 102 cm. Alte Nationalgalerie, Berlin. Friedrich je skušal raziskati blaženo uživanje pokrajine kot ponovne združitve z duhovnim jazom skozi kontemplacijo narave.[57]
- Obala ob mesečini (1835–1836). 134 × 169 cm. Kunsthalle, Hamburg. Njegovo zadnjo 'črno sliko' William Vaughan opisuje kot »najtemnejšo od vseh njegovih obrežij«.[29]